# Aeroportul Mercedita
Aeroportul Mercedita (IATA: PSE, ICAO: TJPS, FAA LID: PSE) este un aeroport din Vayas⁠(d), Ponce⁠(d), Puerto Rico, Statele Unite ale Americii ce deservește zona Ponce⁠(d). Aeroportul a fost tranzitat în septembrie 2020 de 253 de pasageri.
Situat la o altitudine de 9 m, aeroportul dispune de 1 pistă.

## Infrastructură

### Piste
Aeroportul dispune de o singură pistă. Pista 12/30 are suprafața de asfalt și dimensiunile 6.900 picioare × 150 picioare. 